# Nathalie Bischof
Nathalie Bischof (* 3. Mai 1979) ist eine ehemalige deutsche Fußballspielerin und -trainerin.

## Karriere

### Spielerin
Bischof gehörte von 1996 bis 1998 dem Bundesligisten SC Klinge Seckach aus dem gleichnamigen Ort im Neckar-Odenwald-Kreis an, bevor sie – nachdem die Mannschaft abgestiegen war – zum TuS Niederkirchen aus dem gleichnamigen Ort im Landkreis Bad Dürkheim wechselte. Diesen verließ sie nach zwei Spielzeiten, nachdem dieser ebenfalls absteigen musste. Danach absolvierte sie zwei Spielzeiten für den FC Bayern München in der seit 1997 eingeführten eingleisigen Bundesliga, wobei sie am 15. Oktober 2000 (1. Spieltag) beim 4:1-Sieg im Heimspiel gegen die Sportfreunde Siegen ihr Debüt mit dem Treffer zum 1:1 in der 41. Minute krönte. Nach weiteren 20 Punktspielen, in denen sie sechs Tore erzielte, kam sie in der Folgesaison, ihrer letzten für die erste Mannschaft, in acht Punktspielen zum Einsatz, in denen sie ein weiteres Tor erzielte.

### Trainerin
Nach dem Erwerb ihrer Trainerlizenz übernahm sie am 16. Dezember 2009 die zweite Mannschaft des FC Bayern München, der in der vorherigen Saison in die 2. Bundesliga aufgestiegen war, die Klasse als Neuling halten konnte und mit ihr dieser bis heute angehört. Nach 13 Jahren legte sie ihr Amt als Trainerin nieder; sie übernimmt die Koordination der Talentförderung bei den FC Bayern Frauen.